# غريغوري (رئيس أساقفة ألاسكا)
غريغوري (بالأوكرانية: Григорій)‏ هو قسيس أوكراني، ولد في 17 أبريل 1925 في كييف في أوكرانيا، وتوفي في 15 أبريل 2008 في سيتكا في الولايات المتحدة.